# Krum (organisation)
KRUM var en organisation som existerade under åren 1966–1984 med syfte att utöva opinionsbildning för att göra den svenska kriminalvården mera öppen, minska dess användning av bestraffningar, samt att påverka politikerna att minska användningen av fängelsestraff. Organisationen grundades av Maria Ståhlnacke, som också kom på namnet som en akronym för Riksförbundet för kriminalvårdens humanisering, där h:et hade tagits bort för att få ett lättuttalat namn.
Organisationen hade sitt starkaste inflytande under 1970-talet, bland annat genom att utge Pockettidningen R i samarbete med övriga R-förbund. Dess första ordförande (1966–1969), och en av initiativtagarna, var läkaren Bertil Wikström.
KRUM-medlemmar som bland annat Göran Elwin var engagerade i att terrordömda medlemmar i Röda armé-fraktionen skulle frigivas, och organisationen övervakades i omgångar av Säkerhetspolisen. KRUM-medlemmarna såg de dömda i RAF som politiska fångar.

## Medlemmar
Organisationen hade ett antal namnkunniga medlemmar:
- Maria Ståhlnacke, grundare och på 70-talet journalist på Aftonbladets redaktion i Malmö.[2]
- Sten Heckscher
- Göran Elwin, journalist
- Per Gahrton, då riksdagsledamot för Folkpartiet
- blivande RFSU-ordförandena Hans Nestius och Maj Fant
- Johan Cullberg, läkare
- Gun Kessle, konstnär
- Lars Furhoff, rektor för Journalisthögskolan
- Gunnar Ågren, blivande generaldirektör
- Lars Svartenbrandt
- Sven Aspling, tidigare socialdemokratisk partisekreterare.